# Hōki (provincia)

Mappa delle province giapponesi con la provincia di Hoki evidenziata

Hōki (伯耆国?, Hōki no kuni) fu una provincia del Giappone che occupava l'area che costituisce oggigiorno la parte occidentale della prefettura di Tottori. Hoki confinava con le province di Inaba, Mimasaka, Bitchū, Bingo, e Izumo.

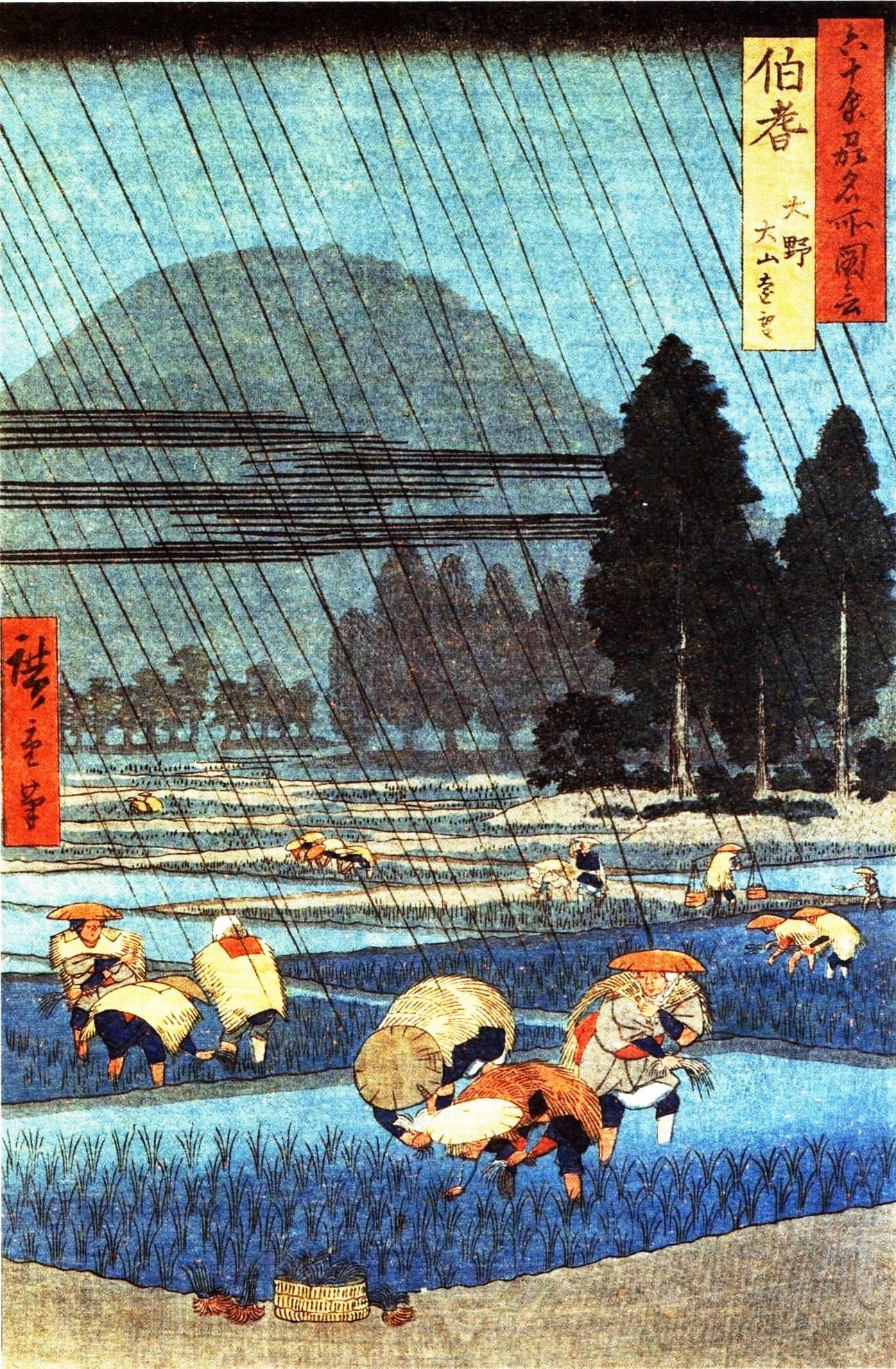
Campi di riso nella provincia di Hōki

L'antica capitale si trovava nell'area che oggi è la città di Kurayoshi; un'importante città castello si trovava a Yonago.